# Ram Jam
Ram Jam war eine 1977 gegründete US-amerikanische Hard-Rock-Band um den Gitarristen William „Bill“ Bartlett, die stark von den Produzenten Jerry Kasenetz und Jeff Katz geprägt war. Mit einer Coverversion des Folksongs Black Betty hatte Ram Jam einen Welt-Hit. Das blieb der einzige nennenswerte Erfolg, nach zwei Studioalben löste sich Ram Jam 1979 auf. Der Name der Band und ihre Musikproduktionen wurden weiterhin vermarktet.

## Geschichte

### Vorgeschichte: Band Starstruck (1970–1975)
Die Wurzeln der Band Ram Jam gehen zurück bis ins Jahr 1970. Nachdem sich die Band The Lemon Pipers 1969 aufgelöst hatte, gründete der Gitarrist und Sänger William „Bill“ Bartlett zusammen mit dem Organisten Greg Rike und dem Gitarristen Tom Kurtz in Cincinnati die Band Starstruck, die auch unter dem Namen The Starstruck Band bekannt war.
Die Band spielte eine Coverversion des Songs „Black Betty“ und brachte eine Single auf den Markt. Obwohl der Song oft dem Bluesmusiker Huddie „Lead Belly“ Ledbetter zugeschrieben wurde (er veröffentlichte 1939 die Single Looky, Looky, Yonder mit dem Lied „Black Betty“), gehen die Ursprünge des Songs noch weiter zurück. Es handelt sich um traditionelles Liedgut, das bereits im 18. Jahrhundert insbesondere von farbigen Sklaven gesungen wurde und erstmals 1933 vom US-amerikanischen Folksänger James „Iron Head“ Baker aufgenommen wurde. – Da anschließend Angebote für weitere Plattenverträge ausblieben, löste sich die Band Starstruck 1975 auf.

### Gründung der Band Ram Jam und Debütalbum (1976–1977)
Bill Bartlett nahm im Frühling 1976 Kontakt mit den Produzenten Jerry Kasenetz und Jeff Katz auf, mit welchen er früher schon einmal zusammengearbeitet hatte. Diese unterbreiteten ihm das Angebot, nach New York überzusiedeln und eine neue Band zusammenzustellen. Bedingung war, dass Bartlett die Anteile der anderen Starstruck-Mitglieder an der 1975 veröffentlichten Single aufkaufte.
Es wurde ein Plattenvertrag mit Epic Records abgeschlossen. Im Sommer 1977 wurde die Single „Black Betty“ inklusive der B-Seite „I Should Have Known“ ein zweites Mal veröffentlicht, diesmal unter dem Namen Ram Jam. Die Single erreichte Platz 7 in den britischen Singlecharts, Platz 18 in den Billboard Hot 100 und Platz 25 in den deutschen Singlecharts, außerdem Platz 2 in Frankreich, Platz 4 in Belgien, Platz 6 in den Niederlanden, Platz 8 in Neuseeland, Platz 14 in Schweden, Platz 17 in Australien und Platz 23 in Österreich.
Erst nach der Veröffentlichung der Single wurde die Band Ram Jam von Kasenetz und Katz zusammengestellt. Neben Bill Bartlett, der fortan ausschließlich Gitarre spielte, wurden der Sänger Myke Scavone, der Bassist Howie Blauvelt und der Schlagzeuger Peter Charles engagiert. Frontmann Scavone war in den 60er Jahren noch mit der Band The Doughboys unterwegs und saß unmittelbar vor dem Einstieg bei Ram Jam bei der Band Sauce am Schlagzeug, Howie Blauvelt war zuvor mit Billy Idol in der Band The Hassles aktiv. Für das folgende Studioalbum wurden weitere Songs ausgewählt – darunter vier Bartlett-Kompositionen und fünf Stücke anderer Songwriter. Die Aufnahmen wurden in den K&K Studios in New York eingespielt. Das Debütalbum Ram Jam sowie die zweite Singleauskopplung „Keep Your Hands on the Wheel“ erschien 1977. Der Erfolg blieb allerdings aus. Weder das Album noch die zweite Single konnten auch nur ansatzweise an den Erfolg von „Black Betty“ anknüpfen. Auch die nachfolgende Tour verlief nicht so vielversprechend, wie erhofft. Die Produzenten motivierten die Musiker trotzdem zur Fortsetzung der Arbeit.

### Zweites Studioalbum und Auflösung der Band (1978–1979)
Das zweite Studioalbum erhielt – angelehnt an die Novelle A Portrait of the Artist as a Young Man von James Joyce – den Namen Portrait of the Artist as a Young Ram. Wiederum wurden die Aufnahmen in den K&K Studios in New York eingespielt und von Kasenetz und Katz produziert. Die musikalische Ausrichtung des Albums sollte auf Anordnung der Produzenten deutlich härter werden. Ein Umstand, der insbesondere Bill Bartlett missfiel. Daher ergänzten die Produzenten die bisher aus vier Musikern bestehende Band um den Gitarristen Jimmy Santoro. Santoro übernahm anschließend nahezu alle Gitarrenaufnahmen des Albums an Bartletts Stelle. Außerdem spielte Frontmann Scavone für den Song „The Kid Next Door“ auch das Schlagzeug, da Peter Charles aufgrund eines Autounfalls für die letzten Aufnahmesessions nicht mehr zur Verfügung stand. „Portrait of the Artist as a Young Ram“ mitsamt der Single „Pretty Poison“ erschien im Sommer 1978. Im Anschluss folgten mehrere Liveauftritte insbesondere an der Ostküste der USA, wieder unter Mitwirkung von Schlagzeuger Peter Charles. Eine Europatour scheiterte wegen des schwindenden Interesses der Plattenfirma Epic Records und terminlicher Verbindlichkeiten von Sänger Myke Scavone. Da auch diese neuen Projekte nicht an die Erfolge von „Black Betty“ anknüpfen konnten, beendete die Plattenfirma 1979 die Zusammenarbeit mit der Band und diese löste sich auf.
Im Oktober 1993 starb Howie Blauvelt an einem Herzinfarkt, Schlagzeuger Peter Charles verstarb im November 2002.

### Weitere Vermarktung des Namens Ram Jam (ab 1989)
Im Jahr 1989 veröffentlichte Epic Records einen „Black-Betty“-Remix des DJs Ben Liebrand. Dieser Remix erreichte Platz 7 der neuseeländischen Singlecharts, Platz 13 der britischen Singlecharts und Platz 28 der deutschen Singlecharts. Ebenfalls 1989 veröffentlichte Epic die EP Solid Gold mit den Songs „Black Betty“, „Let It all out“, „High Steppin’“ und „Hey Boogie Woman“. Die Plattenfirma brachte eine ganze Serie von EPs mit dem Namen Solid Gold auf den Markt, u. a. auch von Toto, Europe oder Boston.
Ein Jahr später erschien die Kompilation The Very Best of mit den beiden Studioalben Ram Jam und Portrait of the Artist as a Young Ram (ausgenommen die Single-B-Seite „I Should Have Known“).
Kasenetz und Katz veröffentlichten 1991 unter dem Namen Ram Jam die Single „We Rock the Mansion“. Der Song erschien auf dieser Single in zwei verschiedenen Versionen in einer Mischung aus Dance- und Rap-Musik. 1994 veröffentlichten sie ebenfalls unter dem Namen Ram Jam das Studioalbum Nouvel Album 1994, welches wieder mehr Stilelemente der Rockmusik enthielt. Auch dieses war nicht erfolgreich. Im selben Jahr erschien außerdem die Single „Ram Jam Thank You Mam“, ehe das Album 1995 in Neuauflage mit dem Titel Thank You Mam durch das deutsche Label Bud Music veröffentlicht wurde. Hierauf folgte mit dem Remix „Black Betty ’95“ eine zweite Singleauskopplung. Dies änderte allerdings nichts am geringen Erfolg des Albums.
Zwei Jahre nach dem Nouvel Album 1994 wurde das Debütalbum Ram Jam unter der Bezeichnung Golden Classics wiederveröffentlicht. Die Single-B-Seite „I Should Have Known“ wurde diesmal als Bonus-Track ergänzt. Die Erstveröffentlichung von Portrait of the Artist as a Young Ram erfolgte erst eine Dekade später, das Album erschien im April 2006 über Rock Candy Records erstmals auf CD.
Im Jahr 2009 wurde „Black Betty“ für eine Werbekampagne des österreichischen Mobilfunkanbieters YESSS! verwendet. Infolgedessen konnte sich der Song im April 2009 in den Ö3 Austria Top 40 auf Platz 23 platzieren.

## Diskografie

### Studioalben
| Jahr | Titel   | Höchstplatzierung, Gesamtwochen, AuszeichnungChartplatzierungen (Jahr, Titel, Platzierungen, Wochen, Auszeichnungen, Anmerkungen) | Höchstplatzierung, Gesamtwochen, AuszeichnungChartplatzierungen (Jahr, Titel, Platzierungen, Wochen, Auszeichnungen, Anmerkungen) | Höchstplatzierung, Gesamtwochen, AuszeichnungChartplatzierungen (Jahr, Titel, Platzierungen, Wochen, Auszeichnungen, Anmerkungen) | Höchstplatzierung, Gesamtwochen, AuszeichnungChartplatzierungen (Jahr, Titel, Platzierungen, Wochen, Auszeichnungen, Anmerkungen) | Höchstplatzierung, Gesamtwochen, AuszeichnungChartplatzierungen (Jahr, Titel, Platzierungen, Wochen, Auszeichnungen, Anmerkungen) | Anmerkungen                |
| Jahr | Titel   | DE | AT | CH | UK | US | Anmerkungen                |
| ---- | ------- | --- | --- | --- | --- | --- | -------------------------- |
| 1977 | Ram Jam | — | — | — | — | US34 (12 Wo.)US | Erstveröffentlichung: 1977 |

grau schraffiert: keine Chartdaten aus diesem Jahr verfügbar
Weitere Alben
- 1978: Portrait of the Artist as a Young Ram

### Singles
| Jahr | Titel Album                               | Höchstplatzierung, Gesamtwochen, AuszeichnungChartplatzierungen (Jahr, Titel, Album, Platzierungen, Wochen, Auszeichnungen, Anmerkungen) | Höchstplatzierung, Gesamtwochen, AuszeichnungChartplatzierungen (Jahr, Titel, Album, Platzierungen, Wochen, Auszeichnungen, Anmerkungen) | Höchstplatzierung, Gesamtwochen, AuszeichnungChartplatzierungen (Jahr, Titel, Album, Platzierungen, Wochen, Auszeichnungen, Anmerkungen) | Höchstplatzierung, Gesamtwochen, AuszeichnungChartplatzierungen (Jahr, Titel, Album, Platzierungen, Wochen, Auszeichnungen, Anmerkungen) | Höchstplatzierung, Gesamtwochen, AuszeichnungChartplatzierungen (Jahr, Titel, Album, Platzierungen, Wochen, Auszeichnungen, Anmerkungen) | Anmerkungen                       |
| Jahr | Titel Album                               | DE | AT | CH | UK | US | Anmerkungen                       |
| ---- | ----------------------------------------- | --- | --- | --- | --- | --- | --------------------------------- |
| 1977 | Black Betty Ram Jam                       | DE25 (22 Wo.)DE | AT23 (6 Wo.)AT | — | UK7 Platin · (12 Wo.)UK | US18 (17 Wo.)US | Erstveröffentlichung: Juni 1977   |
| 1990 | Black Betty (Rough ’N Ready Remix-Edit) – | DE28 (13 Wo.)DE | — | — | UK13 (8 Wo.)UK | — | Erstveröffentlichung: Januar 1990 |

Weitere Singles
- 1977: Keep Your Hands on the Wheel
- 1978: Hurricane Ride
- 1978: Pretty Poison
- 1991: We Rock the Mansion
- 1994: Ram Jam, Thank You Mam
- 1995: Black Betty ’95

Split-Singles/EPs
- 1977: Heatwave: Too Hot to Handle, Ain’t No Half Steppin’, Super Soul Sister, All You Do Is Dial/Ram Jam: Let It All out, Right on the Money, All for the Love of Rock ’n’ Roll, 404, High Steppin’
- 1977: Ram Jam: Black Betty/Paradise: Back to America
- 1982: The Gun: Race with the Devil/Ram Jam: Black Betty
- 1984: Ram Jam: Black Betty/REO Speedwagon: Keep on Loving You
- 1997: Ram Jam: Black Betty (Ben Liebrand Remix), Black Betty/Wild Cherry: Play that Funky Music

## Auszeichnungen für Musikverkäufe
| Goldene Schallplatte - Dänemark - 2023: für die Single Black Betty - Frankreich - 1977: für die Single Black Betty - Kanada - 1978: für die Single Black Betty - 2007: für den Ringtone Black Betty | 2× Platin-Schallplatte - Neuseeland - 2024: für die Single Black Betty |

Anmerkung: Auszeichnungen in Ländern aus den Charttabellen bzw. Chartboxen sind in ebendiesen zu finden.
| Land/RegionAuszeichnungen für Musikverkäufe (Land/Region, Auszeichnungen, Verkäufe, Quellen) | Gold     | Platin     | Verkäufe | Quellen          |
| -------------------------------------------------------------------------------------------- | -------- | ---------- | -------- | ---------------- |
| Dänemark (IFPI)                                                                              | Gold1    | —          | 45.000   | ifpi.dk          |
| Frankreich (SNEP)                                                                            | Gold1    | —          | 250.000  | infodisc.fr      |
| Kanada (MC)                                                                                  | 2× Gold2 | —          | 95.000   | musiccanada.com  |
| Neuseeland (RMNZ)                                                                            | —        | 2× Platin2 | 60.000   | radioscope.co.nz |
| Vereinigtes Königreich (BPI)                                                                 | —        | Platin1    | 600.000  | bpi.co.uk        |
| Insgesamt                                                                                    | 4× Gold4 | 3× Platin3 |          |                  |